# Portes de Palerme
Les portes de Palerme en Sicile sont un ensemble d'ouvrages architectaux liés aux fortification de la ville à travers son histoire.
Seules quelques unes sont encore debout.

## Détails
Selon Murailles de Palerme (it), il existe 19 portes de Palerme. 
La Porta Nuova est construite en 1535 pour célébrer la victoire de Charles Quint sur l'Empire ottoman en Tunisie et au Maghreb.